# Ээкирхен
Ээкирхен (нем. Ehekirchen) — община в Германии, в земле Бавария. 
Подчиняется административному округу Верхняя Бавария. Входит в состав района Нойбург-Шробенхаузен. Население составляет 3697 человек (на 31 декабря 2010 года). Занимает площадь 62,79 км².